# Joseph Brant
Joseph Brant, detto Thayendanegea (Contea di Cuyahoga, marzo 1743 – Alto Canada, 24 novembre 1807), è stato un politico e condottiero nativo americano e un ufficiale britannico durante la guerra d'indipendenza americana.
Brant molto probabilmente fu il più noto tra gli indiani nord americani della sua generazione. Incontrò alcune tra le personalità più importanti della sua epoca, tra cui George Washington e il re Giorgio III. L'immaginario popolare americano enfatizzò le azioni che le milizie di Brant commisero ai danni dei coloni sulla frontiera occidentale.

## Biografia

### Nascita e giovinezza
Brant nacque nella contea di Cuyahoga sulle rive del fiume Cuyahoga, vicino all'attuale cittadina di Akron (Ohio), durante la stagione di caccia, quando i Mohawk si trasferivano verso quell'area. Fu chiamato Thayendanegea, che può essere tradotto come "Due bastoni legati assieme come segno di forza"; un altro significato indiretto può essere "Colui che piazza due scommesse".
Lo studio di David Faux sui registri della Chiesa di Fort Hunter indica che il nome di suo padre potesse essere Peter Tehonwaghkwangearahkwa, morto prima del 1753. Sua madre Margaret, o Owandah, nipote di Tiaogeara, un sachem Caughnawaga, portò Joseph e la sua sorella maggiore Mary (nota come Molly) a Canajoharie, sul fiume Mohawk. nella zona centro orientale dello Stato di New York, dove la famiglia viveva prima di spostarsi verso il fiume Ohio. La madre di Joseph si risposò il 9 settembre 1753 a Fort Hunter con un vedovo di nome Brant Canagaraduncka, che era il sachem della tribù. Il nonno del nuovo marito era Sagayendwarahton "Vecchio Fumo", che visitò l'Inghilterra nel 1710.
Questo matrimonio conferì uno status importante ai figli di Margaret, essendo la discendenza Mohawk matrilineare. Il padre adottivo di Brant era amico di William Johnson, che divenne in seguito Sovrintendente per gli Affari Indiani. Johnson sposò Molly, la sorella di Joseph.
All'età di 15 anni Brant prese parte ad alcune spedizioni della guerra franco-indiana, tra cui l'invasione del Canada agli ordini di James Abercrombie del 1758 attraverso il lago George, la spedizione di William Johnson del 1759 contro Fort Niagara, e l'assedio di Montréal guidato da Jeffrey Amherst lungo il San Lorenzo (1760).
Nel 1761, Johnson prese accordi affinché tre indiani Mohawk, incluso Joseph, fossero istruiti alla "Moor's Indian Charity School" di Eleazar Wheelock nel Connecticut, antesignano del Dartmouth College, più tardi istituito nel New Hampshire. Brant studiò sotto la guida di Wheelock, il quale scrisse di lui che era "di ingegno vivace, un comportamento virile e gentile, e di un carattere modesto, cortese e benevolo". Qui Brant imparò l'inglese, e incontrò Samuel Kirkland. Nel 1763, Johnson programmò di iscrivere Brant al King's College a New York, ma la ribellione di Pontiac impedì questo progetto, e Brant ritornò a casa; anche dopo la fine della ribellione Johnson pensò che non era sicuro per Brant ritornare a scuola.
Nel marzo del 1764, Brant partecipò a una spedizione di guerra degli Irochesi che attaccò i villaggi dei Delaware nelle valli dei fiumi Susquehanna e Chemung, distruggendo tre città, bruciando 130 case e uccidendo il bestiame, senza che fosse avvistato nessun guerriero nemico.
Il 22 luglio 1765, a Canajoharie, Brant sposò Peggie (nota anche come Margaret), una prigioniera bianca, che si diceva essere la figlia di un gentiluomo della Virginia. Trasferitisi in casa dei genitori di Brant (che divenne sua alla morte del padre), possedevano una grande e fertile terreno di 320 000 m² vicino a Canajoharie, dove coltivavano grano e tenevano pecore, cavalli e cinghiali. Con l'incoraggiamento di Johnson, i Mohawk fecero di Brant un capo di guerra e il loro principale rappresentante. Nel marzo 1771, sua moglie morì di tubercolosi.
Nella primavera del 1771, Brant si trasferì a Fort Hunter per vivere con il reverendo John Stuart, di cui divenne l'interprete e l'insegnante di Mohawk, collaborando con lui per tradurre in questa lingua il catechismo anglicano e il Vangelo secondo Marco. Brant si convertì all'anglicanesimo.
Nel 1773 Brant si trasferì di nuovo a Canajoharie e sposò la sorellastra di Peggie, Susanna.

### Durante la Rivoluzione americana
Brant, che parlava almeno tre e forse tutte le lingue delle Sei Nazioni irochesi, fu dal 1766 interprete per conto del dipartimento degli Affari indiani. Nel 1775 fu nominato segretario dipartimentale con il grado di capitano sotto il nuovo Supervisore britannico per i guerrieri indiani, con cui si trasferì in Canada, arrivando a Montréal il 17 luglio, mentre la moglie e i figli si trasferirono a Onoquaga.
L'11 novembre 1775 Guy Johnson portò Brant con sé nel suo viaggio a Londra, dove Brant sperava di persuadere il re a impegnarsi a soddisfare le richieste di terra dei Mohawk; il governo britannico promise al popolo irochese della terra in Canada se Brant e le Sei Nazioni avessero combattuto a fianco degli inglesi contro le colonie americane ribelli. A Londra Brant divenne una celebrità, venendo intervistato da James Boswell; in pubblico, vestiva in stile indiano. Entrò inoltre nella massoneria, ricevendo il suo grembiule rituale direttamente dal re Giorgio III.
Brant ritornò a Staten Island nel luglio 1776. Partecipò con le forze di William Howe alla campagna per riprendere New York; nella battaglia di Long Island si pensa fosse insieme a Clinton, Cornwallis e Percy nella manovra di aggiramento presso Jamaica Pass. Questo creò una forte amicizia tra Percy, in seguito Duca di Northumberland, e Brant.
A novembre, Brant lasciò New York e viaggiò attraverso il territorio controllato dai coloni per raggiungere la sua famiglia a Onoquaga; alla fine di dicembre era a Fort Niagara. Viaggiò di villaggio in villaggio per convincere gli irochesi ad abbandonare la neutralità ed entrare in guerra a fianco degli inglesi, ma gli irochesi non lo seguirono. Joseph Louis Cook, un capo mohawk che supportava i coloni, divenne un nemico giurato di Brant.
Il concilio delle Sei Nazioni aveva in precedenza deciso di tenere una linea di neutralità, firmando un trattato ad Albany nel 1775; consideravano Brant un capo di guerra minore, e i mohawk un popolo relativamente debole. Frustrato, Brant decise di condurre la guerra a modo suo; pochi abitanti di Onoquaga si unirono a lui, ma a maggio riuscì a reclutare alcuni lealisti che desideravano contrattaccare; questo gruppo divenne noto come i "Volontari di Brant". A giugno, li guidò al villaggio di Unadilla per ottenere rifornimenti, dove furono affrontati da 380 uomini della milizia della contea di Tryon guidati da Nicholas Herkimer; Herkimer chiese agli irochesi di rimanere neutrali, ma Brant ribadì la sua fedeltà al re.

#### Campagna nel nord
Nel luglio 1777, il consiglio delle Sei Nazioni decise di abbandonare la neutralità e di entrare in guerra a fianco degli inglesi; Sayenqueraghta e Piantatore di Mais furono nominati comandanti. Oltre a Brant, l'altro principale capo di guerra dei Mohawk era John Deseronto.
Lo stesso mese, Brant guidò i suoi volontari nel nord per congiungersi con le forze di Barry St. Leger a Fort Oswego. Ad agosto, Brant ebbe un ruolo importante nella battaglia di Oriskany nel corso di una grande offensiva guidata dal generale John Burgoyne. Dopo il ritiro di St. Leger da Fort Stanwix, Brant informò Burgoyne presso la sua armata; Brant in seguito partì per Fort Niagara, dove passò l'inverno preparando la campagna dell'anno successivo. Probabilmente sua moglie Susanna morì a Fort Niagara quell'inverno.
Nell'aprile del 1778, Brant ritornò a Onoquaga, diventando il più attivo tra i comandanti partigiani. Lui e i suoi volontari attaccarono i coloni nella Mohawk Valley, rubando il bestiame, incendiando le case e uccidendo molti uomini. Il 30 maggio guidò un attacco contro Cobleskill (battaglia di Cobleskill) e, a settembre, insieme al capitano William Caldwell, guidò un'armata mista di indiani e lealisti in una razzia contro German Flatts.
A ottobre, soldati continentali e miliziani locali attaccarono la base di Brant a Onoquaga, mentre lui e i suoi Volontari erano lontani in missione. I soldati bruciarono le case, uccisero il bestiame, abbatterono gli alberi di mele e danneggiarono i campi di grano, uccidendo anche alcuni bambini trovati nei campi. Per vendetta, Brant fu tra le guide del massacro di Cherry Valley, condotto l'11 novembre.
A febbraio dell'anno successivo Brant viaggiò a Montréal per incontrarsi con Frederick Haldimand, che aveva rimpiazzato Carleton come comandante e governatore in Canada. Haldimand promosse Brant a capitano degli Indiani Confederati Settentrionali, e promise approvvigionamenti, ma non paga, per i suoi Volontari. Haldimand s'impegnò affinché, dopo la fine della guerra, il governo avrebbe ripristinato la situazione dei Mohawk precedente al conflitto.
A maggio, Brant ritornò a Fort Niagara, acquistando grazie al suo nuovo salario e al bottino conquistato una fattoria nei pressi del fiume Niagara, a dieci chilometri dal forte, dove usò per il lavoro schiavi catturati nei suoi raid. Costruì una piccola cappella per gli indiani che cominciarono a vivere nei pressi, e iniziò a vivere con Catherine Adonwentishon Croghan, figlia di George Croghan, un colono, e Catharine Tekarihoga, una Mohawk a capo del clan della Tartaruga, il più alto in rango tra i Mohawk, che aveva il diritto di nominare il Tekarihoga, il principale sachem dei Mohawk. Brant e Adonwentishon di sposarono nell'inverno del 1780.
I privilegi di Brant provocarono gelosia tra i capi rivali, in particolare Sayenqueraghta. Un generale britannico disse che Brant "sarebbe molto più felice e avrebbe più peso presso gli indiani, che in qualche misura diminuisce con la loro conoscenza che egli riceve una paga." Alla fine del 1779, quando arrivò da Lord Germain una promozione per Brant a colonnello, Haldimand decise di nascondergliela.
All'inizio del luglio del 1779, i britannici vennero a conoscenza di una grande spedizione americana nel territorio dei Seneca. In un tentativo di arrestare questi progetti, John Butler inviò Brant e i suoi Volontari nel Delaware alla ricerca di approvvigionamenti e di informazioni. Brant attaccò e sconfisse gli americani nella battaglia di Minisink il 22 luglio 1779, ma la sua spedizione fallì nell'impedire l'offensiva americana. Nella spedizione di Sullivan, questi inviarono un grande esercito del territorio degli irochesi, che vennero sconfitti nella battaglia di Newton. I coloni distrussero ogni resistenza indiana vicino a New York, bruciarono i loro villaggi e li costrinsero a ritirarsi presso Fort Niagara. Brant vi passò l'inverno del 1779-1780.
L'anno successivo, il 1780, Brant riprese gli attacchi su piccola scala nella Mohawk Valley. In aprile attaccò Harpersfield, mentre a luglio guidò un attacco verso il villaggio oneida di Kanonwalohale: alcuni Oneida si arresero, ma la maggior parte trovarono rifugio a Fort Stanwix. Poi attaccarono diverse altre città, tra cui Canajoharie, la sua città natale ormai abitata da coloni, Fort Plank, Schoharie, Cherry Valley e German Flatts, e presero parte a una terza grande offensiva con i Butler's Rangers e il King's Royal Regiment of New York. Nella battaglia di Klock's Field, Brant fu ferito al tallone.
Nell'aprile del 1781 Brant fu inviato a Fort Detroit per aiutare nella difesa contro la spedizione condotta da George Rogers Clark nel territorio dell'Ohio. Ad agosto Brant sconfisse completamente Archibald Lochry, a capo di un distaccamento dell'esercito di Clark, ponendo fine alla minaccia su Detroit. Ferito a una gamba, Brant passò l'inverno a Fort Detroit, tentando di mantenere le tribù indiane fedeli alla corona sia prima sia dopo la resa inglese a Yorktown.
Nel giugno Brant e i suoi indiani arrivano a Fort Oswego, che aiutarono a ricostruire; a luglio condusse un raid verso Fort Herkimer e Fort Dayton, senza ottenere grossi risultati. Durante l'offensiva, Brant, dopo aver ricevuto una lettera da Frederik Haldimand che chiedeva di cessare le ostilità, denunciò la politica difensiva degli inglesi come un tradimento verso gli Irochesi, e chiese agli indiani di continuare la guerra, sebbene non riuscissero a proseguirla senza i rifornimenti britannici.
Nel trattato di Parigi del 1783 che pose fine alla guerra, la Gran Bretagna e gli Stati Uniti ignorarono la sovranità degli indiani, decidendo che le terre delle Sei Nazioni sarebbero diventate parte del territorio degli Stati Uniti, senza tenere in conto che le promesse britanniche di protezione di queste terre aveva rappresentato un importante fattore nello schierarsi degli Irochesi a fianco della Gran Bretagna: il trattato lasciò gli Irochesi molto delusi. Il trattato di Fort Stanwix servì come trattato di pace tra gli Stati Uniti e gli Irochesi.

### Anni successivi

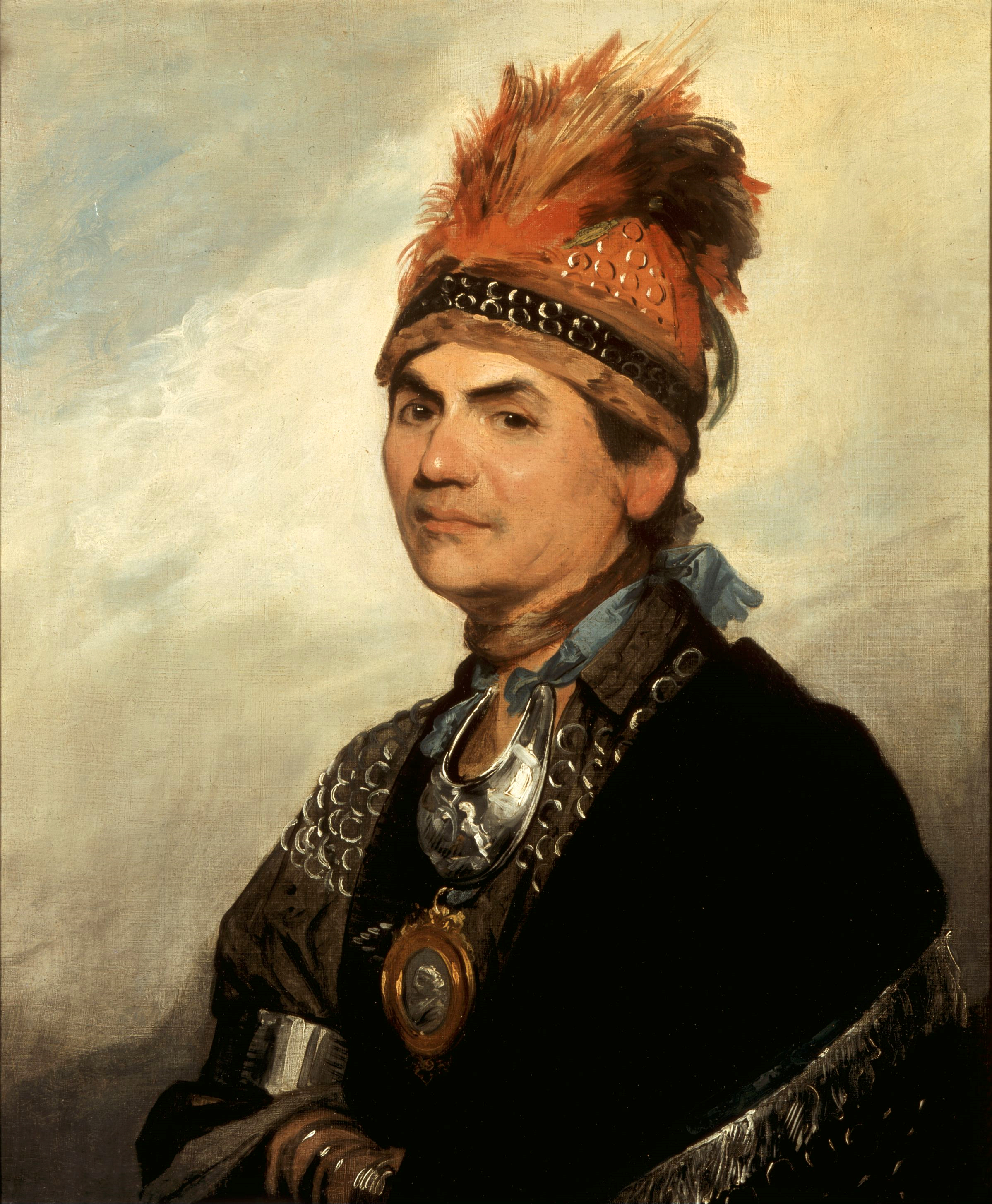
Joseph Brant in un dipinto di Gilbert Stuart del 1786

Nel 1783, Brant si consultò con Haldimand sul problema delle terre indiane; nell'ottobre 1784, con la Haldimand concesse ai Mohawk una riserva sul Grand River in Ontario. Le Sei Nazioni si divisero: metà si trasferirono la concessione di Haldimand, mentre l'altra metà restò presso New York. Brant, che aveva seguito il primo gruppo, costruì la propria casa, nello stile dei bianchi, a Brant's Town; aveva una ventina di servitori e schiavi. Possedeva inoltre una fattoria e del bestiame.
Nell'estate del 1783, Brant iniziò a costruire la Confederazione Occidentale, in cui gli Irochesi e altre ventinove nazioni indiane si impegnarono a difendere la linea del trattato di Fort Stanwix del 1768, negando la possibilità ad una di loro di cedere terra fuori da un accordo comune. A novembre del 1785, Brant viaggiò a Londra per chiedere assistenza nella difesa contro gli attacchi statunitense, ma il governo britannico, pur accettando di compensare i Mohawk per le loro perdite, rifiutarono di sostenere la Confederazione. Brant si recò anche a Parigi, tornando in Canada nel giugno 1786.
Nel 1790, dopo che gli Stati Uniti attaccarono la Confederazione iniziando la guerra indiana del Nord-Ovest, alcune tribù membri chiesero a Brant e alle Sei Nazioni di entrare in guerra al loro fianco. Brant rifiutò, chiedendo invece aiuto a Lord Dorchester, governatore del Quebec, il quale rifiutò aiuto militare ma più tardi li rifornì di armi e viveri.
Nel 1792, il governo americano invitò Brant a Filadelfia, allora capitale degli Stati Uniti, per un incontro con il presidente George Washington e il suo gabinetto. Gli americani offrirono a Brant una pensione e una riserva per i Mohawk per cercare di portarli dalla loro parte, ma Brant rifiutò, anche se Pickering riferì che Brant prese alcune somme di denaro. Nel 1794, Washington disse a Knox di "comprare il capitano Brant a quasi qualsiasi prezzo." Brant tentò di negoziare una pace tra la Confederazione Occidentale e gli Stati Uniti, ma fallì; la guerra continuò fino alla sconfitta degli indiani, avvenuta nel 1794 con la battaglia di Fallen Timbers. L'unità della Confederazione fu poi rotta dal trattato di Greenville del 1795.
All'inizio del 1797, Brant viaggiò di nuovo a Filadelfia per incontrare il ministro britannico Robert Liston e alcuni funzionari del governo statunitense. Assicurò agli americani che "non avrebbe mai più preso in mano il tomahawk contro gli Stati Uniti". In seguito Brant comprò 14 km² di terreno dai Mississauga vicino alla baia di Burlington; vi si trasferì attorno al 1802, costruendo una casa simile a Johnson Hall. Aveva una prospera fattoria con 0,40 km² di coltivazioni.

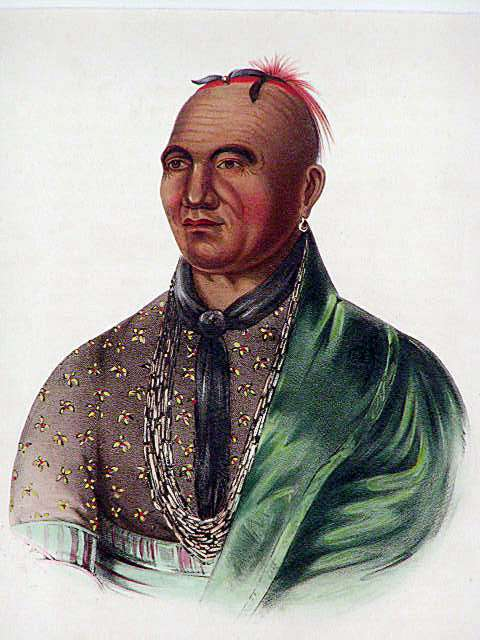
Litografia basata sull'ultimo ritratto di Brant, dipinto nel 1806 da Ezra Ames

Morì nella sua casa il 24 novembre 1807. Nel 1850, le sue spoglie furono trasportate, a staffetta, sulle spalle di giovani fino a una tomba presso una cappella dei Mohawk a Brantford.

## Influenza e fama
Brant agì come un instancabile negoziatore delle Sei Nazioni, per controllare la loro terra senza alcun controllo della corona. Usò le paure britanniche per i suoi accordi con gli americani e i francesi per strappare delle concessioni; i suoi conflitti con gli amministratori britannici del Canada sulle sue richieste di terra erano esacerbati dalle sue relazioni con i governanti statunitensi.
Brant era un capo di guerra, e non un sachem ereditario: le sue decisioni potevano essere, e in qualche caso furono, rovesciate dai sachem e dalle matrone; tuttavia la sua abilità naturale, la sua educazione, e i contatti che fu capace di creare fecero di lui uno dei grandi leader del suo popolo e del suo tempo. La situazione delle Sei Nazioni sul Grand River erano migliori di quelle degli Irochesi che erano rimasti a New York. La missione della sua vita fu di aiutare gli indiani a sopravvivere alla transizione da una cultura all'altra, superando le sfide politiche, sociali ed economiche di uno dei più volatili e dinamici periodi della storia americana. Mise la sua lealtà alle Sei Nazioni sopra la lealtà per la corona britannica. La sua vita non può essere valutata in termini di vittoria e di sconfitta, anche se ha conosciuto entrambe; più che altro, la sua vita fu segnata dalla frustrazione e dalle difficoltà.
Il suo tentativo di creare un'unità pan-tribale non ebbe successo, sebbene i suoi sforzi furono portati avanti una generazione dopo da Tecumseh, capo degli Shawnee.

### "Monster Brant"
Brant divenne famigerato per il massacro di Wyoming Valley del 1778, che si credette lui avesse guidato, sebbene non fosse neppure presente alla battaglia. Durante la guerra, era noto come Monster Brant (Brant il mostro); le storie dei suoi massacri e atrocità, aggiunte all'odio degli americani verso gli indiani, resero le relazioni tra i due popoli più difficili per cinquanta anni. Negli anni successivi, gli storici hanno sostenuto che ci sia stata una forza di moderazione nella violenza che ha accompagnato la guerra nella Mohawk Valley; hanno scoperto occasioni in cui ha mostrato la sua compassione e umanità, specialmente nei riguardi di donne, bambini e non combattenti. Il colonnello Ichabod Alden disse che "avrebbe preferito di molto cadere nelle mani di Brant che nelle loro [riferendosi ai lealisti]". Ad esempio, il tenente colonnello William Stacy, catturato durante il massacro di Cherry Valley, era stato spogliato e legato a un palo ed era sul punto di essere torturato, ma fu risparmiato da Brant, con cui condivideva l'appartenenza massonica.
Nel 1797, quando Brant viaggiò a New York, il governatore dovette fornirgli una guardia del corpo a causa delle minacce contro di lui.

### Omaggi

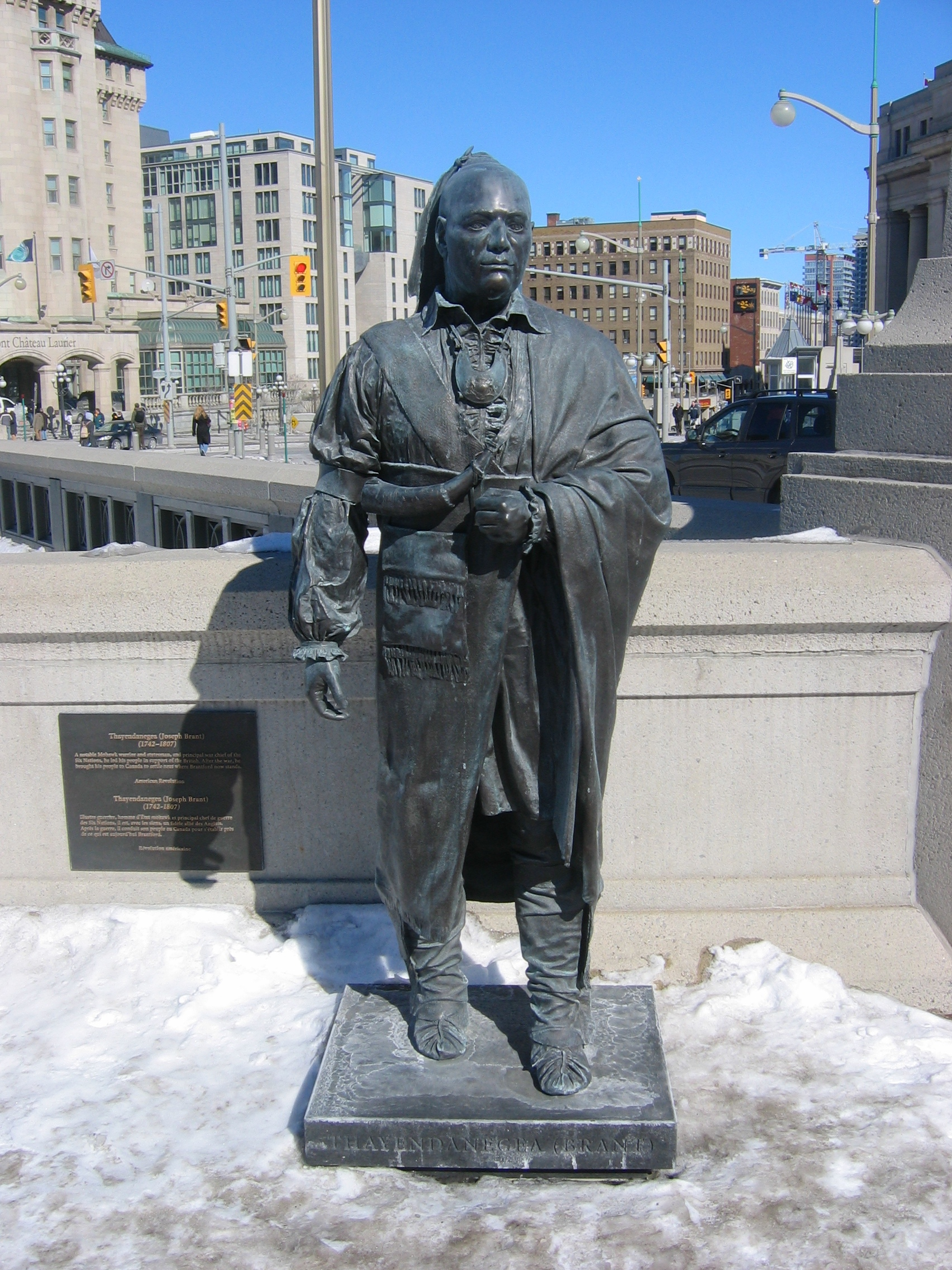
Statua di Joseph Brant al Valiants Memorial a Ottawa

Durante la sua vita, Brant fu il soggetto di molti ritratti. In particolare sono significativi il ritratto dipinto da George Romney durante il suo primo viaggio a Londra, nel 1775-1776, esposto alla National Gallery of Canada a Ottawa, e quello dipinto da Charles Willson Peale durante la sua visita a Filadelfia nel 1797, esposto al palazzo che era della Second Bank of the United States nell'Independence National Historical Park. In tutti i ritratti, Brant non veste i suoi abiti abituali ma in abito indiano.
Molti luoghi prendono il nome da Joseph Brant: in Ontario vi sono Brantford, la contea di Brant, la città di Tyendinaga la riserva indiana di Tyendinaga (i nomi di queste ultime due provengono da diverse ortografie del suo nome indiano); nello Stato di New York vi è Brant. Anche il sobborgo di Tyandaga a Burlington (Canada) prende nome da lui.
A Burlington è presente il Joseph Brant Memorial Hospital, sorto sulla terra che Brant possedeva, mentre uno dei dormitori del Royal Military College of Canada porta il suo nome. Una statua di Brant, costruita nel 1886, è presente a Victoria Squadre a Brantford.
La casa di Brant a Burlington, demolita nel 1932, fu ricostruita nel 1937-38 per commemorare il suo ruolo nell'Ontario.
Joseph Brant è una delle quattordici figure militari canadesi commemorate al Valiants Memorial.
Joseph Brant è il protagonista del romanzo "Manituana" di Wu Ming

## Famiglia
Brant si sposò tre volte. Con Margaret ebbe due figli, Isacc, ucciso per una ferita inflitta dal padre per autodifesa, e Christine. Con Susanna non ebbe figli, mentre con Catherine Crogan ne ebbe sette, Joseph, Jacob (1786-1847), John, Margaret, Catherine, Mary ed Elizabeth, che sposò il nipote di William Johnson e Molly Brant.
Tra i suoi discendenti vi sono stati il tenente Cameron D. Brant, primo nativo americano a morire nella prima guerra mondiale, e Terence M. Walton, il più giovane veterano della guerra di Corea.